# Sà lan

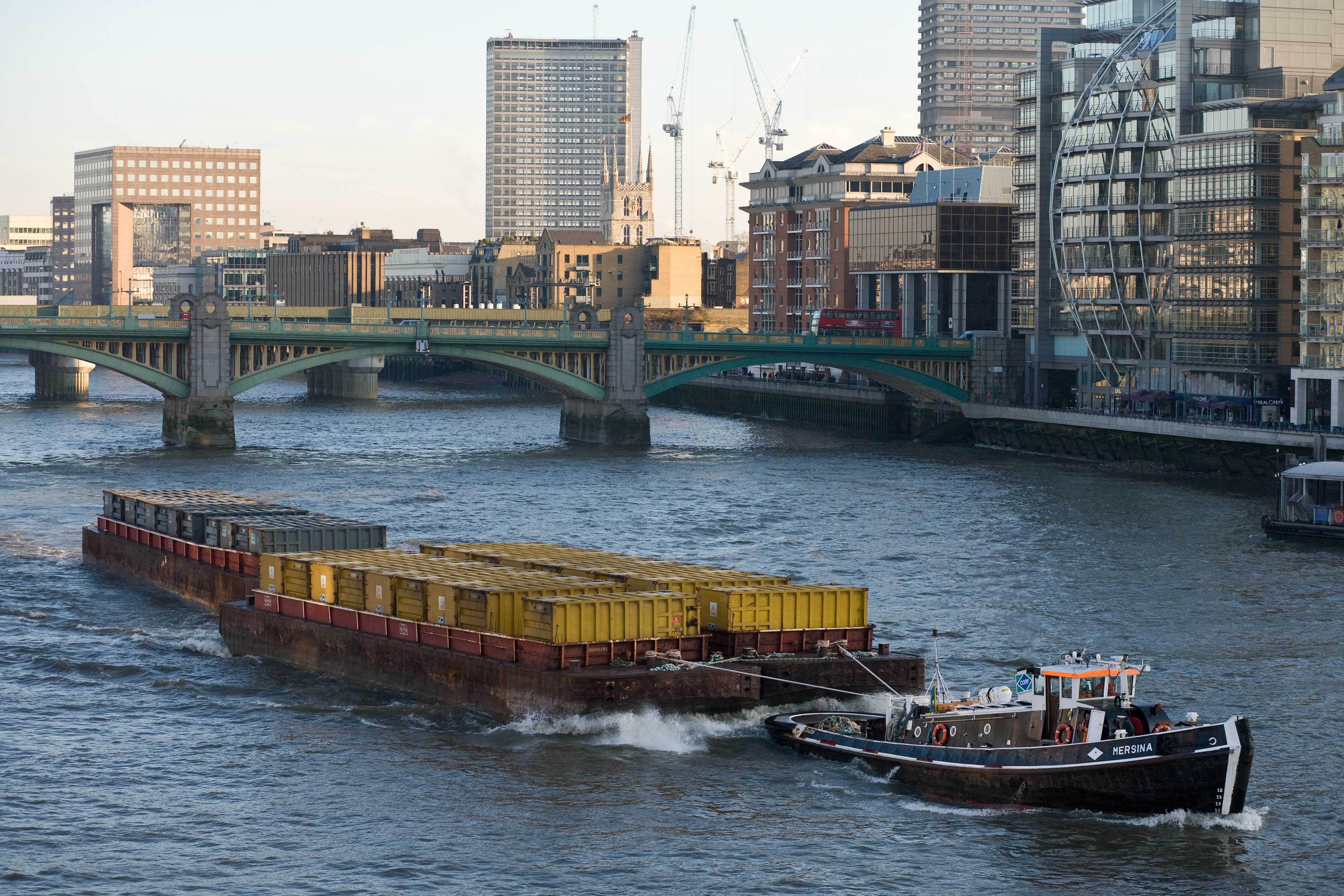
Một tàu kéo đang kéo theo một Sà lan trên sông Thames, Luân Đôn vào năm 2009

Sà lan (từ gốc tiếng Pháp là chaland) là một thuyền có đáy bằng, một phương tiện dùng để chở các hàng hóa nặng di chuyển chủ yếu ở các con kênh hoặc các con sông. Hiện nay, có hai loại sà lan:
- Sà lan thông thường: loại này không thể tự di chuyển mà chúng phải được kéo hoặc đẩy bằng một tàu kéo.
- Sà lan tự hành: loại này có thể tự di chuyển mà không cần tàu kéo.